# Święty Meczet
Święty Meczet  (arab. المسجد الحرام – Al-Masdżid al-Haram, także: Wielki Meczet) – największy meczet na świecie, położony w Mekce i otaczający najświętsze miejsce islamu – Al-Kabę. W jego kierunku zwracają się muzułmanie na całym świecie podczas odmawiania codziennych modlitw. Stanowi najświętsze miejsce islamu.
Budowla, włączając zewnętrzne i wewnętrzne miejsca do modlitwy, zajmuje powierzchnię 356 800 m² (35,68 ha) i może pomieścić nawet do 4 mln pielgrzymów podczas Zu al-hidżdża – „miesiąca pielgrzymki”. W tym czasie odbywają się tu jedne z największych zgromadzeń ludzi na świecie. Centralnym punktem Wielkiego Meczetu jest sanktuarium Al-Kaba z największą świętością muzułmanów – Hadżarem – będącymi głównym celem rytualnej pielgrzymki zwanej hadż. Każdy muzułmanin powinien odwiedzić sanktuarium przynajmniej raz w życiu, gdyż pielgrzymka do świątyni jest jednym z pięciu filarów islamu.

## Historia
Tradycja islamska utrzymuje, że Święty Meczet został po raz pierwszy zbudowany przez anioły, jeszcze przed stworzeniem rodzaju ludzkiego, kiedy to Allah nakazał stworzenie na ziemi miejsca modlitwy, które byłoby odbiciem świątyni znajdującej się w niebie, zwanej al-Baytu l-Ma’mur (arab.: البيت المعمور, Świątynia Aniołów). Od czasu do czasu Meczet był niszczony przez burze (powódź), jednakże za każdym razem był odbudowywany. Zgodnie z tradycją islamu był on odbudowany przez Abrahama z pomocą jego syna Izmaela. Bóg polecił im zbudować meczet i Al-Kaabę. Przyjmuje się, że Czarny Kamień, wmurowany na wysokości 1,5 metra we wschodni narożnik sanktuarium, jest jedyną pozostałością po budowli wzniesionej przez Abrahama. Al-Kaaba stanowi najświętsze miejsce islamu, które wyraża jedność – w jej kierunku zwracają się podczas modlitwy muzułmanie na całym świecie. Nauczanie islamu stanowi, że nie ma na świecie miejsca bardziej cudownego niż Święty Meczet z Al-Kaabą oraz cudowną studnią Zamzam, która od czasu odkrycia około 2000 p.n.e. nigdy nie wyschła. Święte źródło znajduje się około 20 metrów na wschód od Al-Kaaby. Zostało odkryte przez Hagar – służącą Sary – żony Abrahama (była jednocześnie matką syna Abrahama – Izmaela).
Hagar biegła pomiędzy wzgórzami Safa i Marwah bezskutecznie szukając wody dla jej nowo-narodzonego syna, aż do czasu, gdy Bóg w końcu odkrył przed nią drogę do studni Zamzam, z której woda wypływa do dziś, mimo że muzułmanie każdego roku spożywają miliony litrów.
Po ucieczce Mahometa oraz jego zwolenników z Mekki do Jasribu, późniejszej Medyny, powrócił on ostatecznie do Mekki. Wówczas wspólnie z zięciem – Ali ibn Abi Talibem – usunęli wszystkie bożki znajdujące się wewnątrz Al-Kaaby oraz w jej pobliżu oraz uporządkowali teren świątyni. W ten sposób rozpoczęło się nieprzerwane islamskie panowanie nad świątynią. Wokół Al-Kaaby rozpoczęto wznoszenie meczetu.
Początki Świętego Meczetu należy wiązać z panowaniem kalifa Umara (634-644). Mając na celu pomieszczenie ciągle rosnącej liczby pielgrzymów, nakazał on wyburzenie budynków otaczających Al-Kaabę oraz zbudowanie 1,5 m wysokości muru okalającego zewnętrzną powierzchnię modlitewną. Podczas rządów kalifa Usmana (644-656) powierzchnia modlitewna została powiększona oraz przykryta dachem wspartym na drewnianych kolumnach i łukach.
Kolejne prace związane z rozbudową meczetu rozpoczęły się w 692 r. i polegały na znacznej rozbudowie (w górę) ścian zewnętrznych oraz artystycznym pomalowaniu sklepienia. Przed tą datą meczet stanowił niewielka otwartą przestrzeń z Al-Kaabą znajdującą się w jego centrum. Do końca VIII w. stare kolumny meczetu wykonane z drewna zostały zastąpione marmurowymi, zbudowano minaret oraz znacznie zwiększono powierzchnię meczetu poprzez rozbudowanie naw po obu stronach. Rozprzestrzenienie się islamu na Bliskim Wschodzie oraz napływ pielgrzymów wymagały kompleksowej przebudowy meczetu, na którą składało się m.in. zwiększenie powierzchni pokrytej marmurem oraz dodanie trzech minaretów.
Kolejna rozbudowa rozpoczęła się w 1570 r. i została zainicjowana przez sułtana z dynastii Osmanów Selima II. Jej efektem było zastąpienie płaskiego dachu bogato zdobionymi kopułami oraz dodaniem nowych kolumn podtrzymujących. Te elementy są najstarszymi, które można dzisiaj podziwiać i są starsze niż sama Al-Kaaba (z wyjątkiem Czarnego Kamienia), która została przebudowana po raz ostatni w 1629 r.
W związku ze zniszczeniami spowodowanymi burzą w latach 20. XVII w., meczet po raz kolejny wymagał renowacji. Dodano kamienne arkady, wybudowano kolejne trzy minarety oraz odświeżono marmurowe posadzki. Od tego czasu meczet nie podlegał zmianom przez blisko trzy wieki.

### Rozbudowa w czasie panowania Saudów
W momencie zjednoczenia Arabii Saudyjskiej w 1932 roku Święty Meczet mógł pomieścić 48 tys. wiernych. Najbardziej znaczące zmiany architektoniczne związane z rozbudową Świętego Meczetu zostały zapoczątkowane w czasie gdy Saudowie otrzymali status Strażnika Świętych Miejsc oraz honorowy tytuł Kustoszy Dwóch Świętych Meczetów (drugim jest Meczet Proroka w Medynie) i są związane ściśle z osobą Abd al-Aziza ibn Su’uda – twórcy państwa i pierwszego króla Arabii Saudyjskiej.

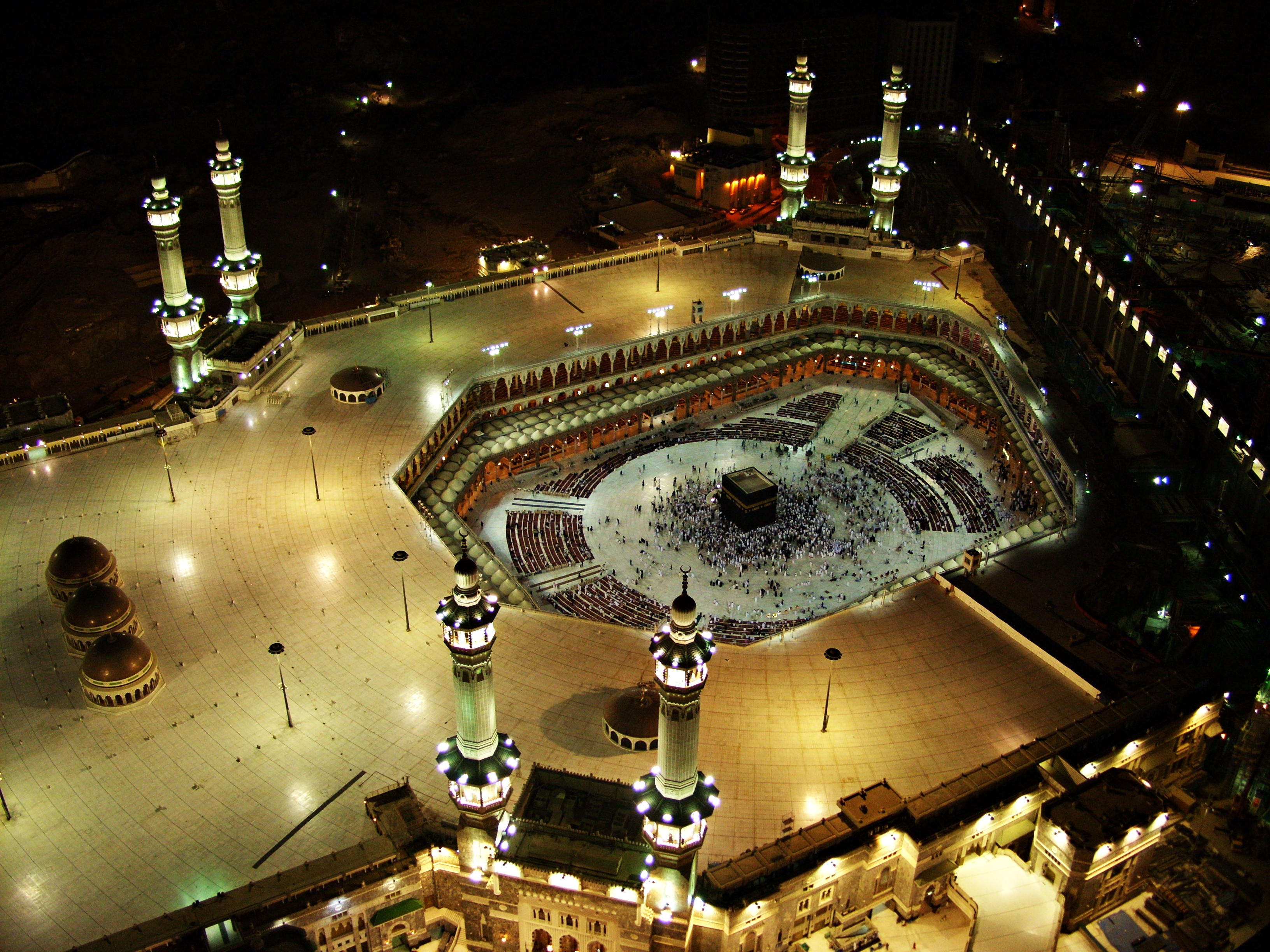
Święty Meczet – widok z lotu ptaka.

Wiele uprzednio wspomnianych rozwiązań architektonicznych zostało zniszczonych (np. kolumny podtrzymujące), pomimo ich wartości historycznej. Ich miejsce zajęły elementy architektoniczne wykonane ze sztucznego kamienia i marmuru. Sufit uzyskał nowy wygląd, wymieniono posadzki. Wzgórza Al-Safa i Al-Marwah, stanowiące ważne punkty hadżu i umry poprzez zadaszenie i ogrodzenie stały się integralną częścią Świętego Meczetu. W tym czasie dodano również cztery minarety.
Kolejna rozbudowa podjęta za panowania Saudów odbyła się za panowania króla Fahda ibn Abd al-Aziz Al Su’uda (panował w latach 1982–2005). Meczet został wówczas powiększony o dodatkowe skrzydło, zwiększono odkrytą przestrzeń modlitewną. Dostęp do tej części jest możliwy poprzez Bramę Króla Fahda. Prace związane z powyższą rozbudową były prowadzone w latach 1982–1988.
Trzecia rozbudowa (1988-2005) zakończyła się dobudowaniem kolejnych minaretów, rezydencji królewskiej (z jej okien rozciąga się doskonały widok na Święty Meczet) oraz powiększeniem miejsca przeznaczonego na kontemplację – zarówno przestrzeni zadaszonej, jak i odkrytej. Miała ona miejsce jednocześnie z pracami budowlano-architektonicznymi związanymi w dużej mierze z rozbudową infrastruktury pielgrzymkowej w leżącej w pobliżu Górze Arafat, Minie i Muzdalifah. Podczas tej rozbudowy wybudowano 18 bram – 3 kopuły przypisane do każdej z nich, 500 marmurowych kolumn. Zastosowano ogrzewanie podłogowe, klimatyzację, schody ruchome oraz nowoczesną kanalizację.
Po śmierci króla Fahda w Świętym Meczecie rozpoczęto prace związane z czwartą rozbudową, które rozpoczęły się w 2007. Przewiduje się, że zostaną zakończone w 2020. Nieżyjący król Abd Allah ibn Abd al-Aziz Al Su’ud planował zwiększyć pojemność Meczetu o 35% (obecnie może w nim przebywać 800-900 tys. ludzi, przy czym dodatkowo ponad 1 mln ludzi może znaleźć miejsce na zewnątrz Meczetu). Tuż obok stanęły wieże kompleksu Abradż al-Bajt (został ukończony w 2012 roku), posiadającego kilka światowych rekordów (najwyższy hotel na świecie, najwyższy zegar wieżowy na świecie, największa na świecie tarcza zegara, największy na świecie budynek pod względem powierzchni).
Prace związane z rozbudową Świętego Meczetu w kierunku północnym rozpoczęły się w sierpniu 2011. Obszar meczetu uległ powiększeniu z obecnych 356 800 m² do około 400 000 m². Zbudowano nową bramę nazwaną na cześć króla Abdullaha, oraz dwa minarety (ich łączna liczba wzrosła do 11). Koszty związane z budową były szacowane na 10,6 mld USD, w celu rozbudowy meczetu przewidziano do wyburzenia około 4 tys. pobliskich budynków, co zwiększyło szacowany koszt inwestycji do około 100 mld USD. Po zakończeniu rozbudowy meczet będzie mógł pomieścić ponad 2,5 mln wiernych. Powiększony został również mataf (obszar bezpośrednio okalający Al-Kaabę). Wszystkie zamknięte przestrzenie zostały wyposażone w klimatyzację.

## Katastrofa budowlana (2015)
11 września 2015 roku na terenie Świętego Meczetu doszło do katastrofy budowlanej. W wyniku działania silnego wiatru towarzyszącego burzy doszło do przewrócenia się żurawia, który następnie przebił dach świątyni. Do katastrofy doszło krótko przed wieczorną piątkową modlitwą, tradycyjnie odmawianą o 18:30, w związku z czym meczet był pełen wiernych. Zginęło co najmniej 107 osób, 237 odniosło obrażenia.